# Iljusjin Il-86
Iljusjin Il-86 (NATO-rapporteringsnavn "Camber"), er et russisk passagerfly og Ruslands (dengang Sovjetunionens) første wide-body passagerfly. Flyet blev udviklet af flyvirksomheden Iljusjin, (grundlagt af flykontruktør Sergej Vladimirovitj Iljusjin i 1934) i 1970'erne og produceret i 1970'erne og 1980'erne.

## Baggrund
Da Vesten i slutningen af 1960'erne udviklede nye slags former for passagerfly, var det vigtigt for Sovjetunionen at følge med udviklingen. Tupolev gik i gang med at udvikle overlydsflyet Tu-144, som svar på Concorden. Da Tupolev var i gang med denne udvikling, var det klart, at Iljusjin var næsten frigjort for arbejde, men fik i stedet for opgaven med designet af højkapacitetsfly, da man i USA havde udviklet Boeing 747 og i Europa Airbus A300. Da de to fly kom frem, havde man ikke så store fly i Sovjetunionen, og Aeroflot oplevede i 1960'erne en markant stigning af antallet af passagerer, hvilket øgede den civile lufttrafik i sovjetisk luftrum. Det betød, at større fly var nødvendige.
I 1976 fløj Iljusjin Il-86 første gang og blev under Sommer-OL 1980 i Moskva introduceret med Aeroflot. Flyet blev især brugt af Aeroflot, LOT og Cubana.

## Specifikationer
Besætning2 piloter, 1 flymaskinist + kabinepersonale
Max. antal passagerer350 personer
Længde54,94 m
Vingespænd48,06 m
Højde15,81 m
Vingeareal320 m²
Motorer4 stk. Kuznetsov NK-86 turbofanmotorer
Max. hastighed0,82 Mach(542 knob, 1004 km/h)
Hastighed i rute0,80 Mach(530 knob, 928 km/h)
Rækkevidde3600 km, med en ekstralast på 40.000 kg
Flyvehøjde, i rute11.000 km(36.000 fod)